# Жан-П'єр Мар'єль
Жан-П'єр Мар'є́ль (фр. Jean-Pierre Marielle; * 12 квітня 1932, Діжон, Франція — 24 квітня 2019, Сен-Клу, Франція) — французький актор.
Зіграв у понад 100 фільмах. Незрівнянний у комічному амплуа, він також відзначився в драматичних ролях (Місяці квітні смертельні (Les mois d'avril sont meurtriers), Усі ранки світу (Tous les matins du monde), Вальядолідська хунта (La Controverse de Valladolid), Сірі душі (Les Âmes grises) тощо).
Мар'єль відомий за свій теплий приглушений голос, який часто імітують гумористи та пародисти.

## Біографія
Жан-П'єр Мар'єль народився в Діжоні в сім'ї промисловця і кравчині. Здобув свій перший акторський досвід в ліцеї, де разом з друзями ставив п'єси Чехова. Спочатку Мар'єль хотів вивчати літературу, але один з вчителів заохотив його стати актором. Мар'єля прийняли до Вищої національної консерваторії драматичного мистецтва, де він подружився з Жаном-Полем Бельмондо та Жаном Рошфором. Закінчив Консерваторію у 1954 році — з другою премією в комедійному жанрі.
Спочатку Мар'єль присвячував себе ролям другого плану (зокрема Підірвіть банк (Faites sauter la banque), Диявола за хвіст (Le Diable par la queue) тощо), та згодом він утверджується як актор першого плану. Його фільмографія налічує значну кількість класичних фільмів, серед яких Галети з Пон-Авану (Les Galettes de Pont-Aven), Хай почнеться свято (Que la Fête Commence), Валіза (La Valise), Чистка (Coup de Torchon), Уран (Uranus), Усі ранки світу (Tous les Matins du monde), Сірі душі (Les Âmes grises). Сьогодні він є одним з еталонів у французькому кінематографі.
У 1992 році був удостоєний ступеня кавалера Ордену Почесного легіону, а в квітні 2007 року підвищений до офіцера цього ж ордену.
З 4 жовтня 2003 року одружений з актрисою Агатою Натансон. Мав сина від попереднього шлюбу.
Великий любитель джазу і Нью-Йорку.

## Кар'єра
Дебютні виступи Мар'єля були театральними — декілька ролей з трупою Греньє-Юсено (Grenier-Hussenot), зокрема в п'єсах Пінтера. Було й декілька епізодичних ролей на великому екрані наприкінці 1950-х. При цьому Мар'єля вирізняв його характерний голос, що надавав йому можливість грати старших персонажів. Однак розчарований своїми першими ролями в кіно, він звертається на певний час до кабаре.
У 1960-х роках він отримує дещо серйозніші ролі в таких фільмах, як Підірвіть банк (Faites sauter la banque, 1963) — поруч з Луї де Фюнесом, Вікенд в Зюйдкооті (Week-end à Zuydcoote, 1964), але насамперед — Компаньйон (Un monsieur de compagnie, 1965), у якому режисер Філіп де Брока дав йому можливість виявити весь свій талант. Але справді популярним Мар'єль став в 1970-их роках, коли він зіграв у багатьох комедіях. У фільмі Валіза (La Valise, 1974) він втілює ізраїльського шпигуна, змушеного заховатися у валізі, щоб його перекинули в одну з країн Середнього Сходу. Фільми Галети з Пон-Авану (Les Galettes de Pont-Aven, 1975), Хай почнеться свято (Que la Fête Commence, 1974), Чистка (Coup de Torchon, 1981) і Мить безумства (Un moment d'égarement, 1977) принесли йому славу великого актора.
Відомий передусім як комедійний актор, Мар'єль все ж має в своєму акторському доробку декілька похмурих і трагічних ролей, зокрема роль розчарованого і схильного до самогубства поліцейського у фільмі Місяці квітні смертельні (Les mois d'avril sont meurtriers, 1987), або ж роль Месьє де Сент-Коломба в Усіх ранках світу (Tous les matins du monde, 1992).
У 1995 році Мар'єль блискуче зіграв у комедії Велике турне (Les Grands Ducs) разом зі своїми друзями Жаном Рошфором і Філіпом Нуаре, де він втілив буркотливого, зламаного колишнього актора.
У 1999 році Мар'єль грає самого себе у фільмі Актори Бертрана Бліє.
У 2005 році його можна побачити у фільмі Сірі душі (Les Âmes grises) поруч з Жаком Вілєре та Дені Подаліде, де він втілює таємничого, суворого прокурора, втягнутого в два вбивства.
У 2007 році він грає роль чоловіка, що хоче залишатися вічно молодим і думає лише про те, як би похизуватися перед жінками, що значно молодші за нього, у фільмі Потанцюймо! (Faut que ça danse !). Був номінованим на Сезара за найкращу чоловічу роль.
Мар'єль також зробив блискучу театральну кар'єру і отримав премію Molière як найкращий актор у 1994 році.
Входив до когорти великих акторів, які багато разів були номіновані на Сезара (всього 7 разів), але так і не здобули пальмової гілки. Актор цю ситуацію сприймав з гумором.

## Фільмографія
- 1957 : Чарівні хлопці (Charmants garçons) Анрі Декуа — адміністратор
- 1957 : Фернан-жебрак (Fernand clochard) П'єра Шевальє
- 1957 : Великий блеф (Le Grand Bluff) Патріса Даллі — метр Філіп Норбер
- 1957 : Усі можуть мене вбити (Tous peuvent me tuer) Анрі Декуа — Жером
- 1959 : П'єро Ніжність (Pierrot la tendresse) Франсуа Вільє
- 1960 : А ось і брюнетка (La Brune que voilà) Робера Ламуре — незнайомець
- 1960 : Баран (Le Mouton) П'єра Шевальє — начальник префектури
- 1962 : Атмосфера (Climats) Стельйо Лоренці — Філіп Марсена
- 1963 : Жоден не вийде (Que personne ne sorte) Івана Ґовара — Джо Адамс
- 1964 : Підірвіть банк (Faites sauter la banque) Жана Жіро — Андре Дюран-Марей, банкір
- 1963 : Бананова шкірка (Peau de banane) Марселя Офюльса — Рейнальдо
- 1963 : Драже з перцем (Dragées au poivre) Жака Баратьє — Ракановські, тенісист
- 1963 : Тварини (Les Animaux) — документальний фільм Фредеріка Россіфа — лише голос
- 1964 : Компаньйон (Un monsieur de compagnie) Філіпа де Брока — Бальтазар
- 1964 : Вікенд в Зюйдкооті (Week-end à Zuydcoote) Анрі Вернея — П'єрсон
- 1964 : Удача (La Bonne Occase) Мішеля Драша — Ландрю
- 1964 : Розслабся, кохана (Relaxe-toi chérie) Жана Буає — Давід, психіатр
- 1964 : Вдала втеча (Échappement libre) Жана Бекера — ван Уд
- 1965 : Сто цеглин і черепиця (Cent briques et des tuiles) П'єра Ґрімбля — Жюстін
- 1965 : Мавп'ячі гроші (Monnaie de singe) Іва Робера — Реймон Верне
- 1966 : Чоловік в б'юіку (L'Homme à la Buick) Жіля Ґранжьє — Маркіз
- 1966: Пастка для вбивці (фр. Roger La Honte; іт. Trappola per l'assassino) Ріккардо Фреди — Люсьєн де Нуарвіль
- 1966 : Ніжний пройдисвіт (Tendre voyou) Жана Бекера — Боб
- 1967 : Усі в захопленні від нього (Toutes folles de lui) Норбера Карбонно — Фуке
- 1968 : Диявола за хвіст (Le Diable par la queue) Філіпа де Брока — Жан-Жак Лерой-Мартен, «плейбой»
- 1968 : Любов — це весело, любов — це сумно (L'amour c'est gai, l'amour c'est triste) Жана-Даніеля Полле — Максім
- 1969 : 48 годин любові (48 heures d'amour) Сесіля Сен-Лорана — Мазойлак
- 1969 : Жінки (Les Femmes) Жана Ореля — видавець
- 1969 : Забаганки Марі (Les Caprices de Marie) Філіпа де Брока — Леопольд Паннетон
- 1970 : Протеже (Le Pistonné) Клода Беррі — лейтенант Казанова
- 1970 : Повторний шлюб (Les Mariés de l'an II) (лише голос, у пролозі) Жана-Поля Раппно
- 1971 : Ми завжди занадто добрі з жінками (On est toujours trop bon avec les femmes) Мішеля Буарона — Мак Кормак
- 1971 : Чотири мушки на сірому оксамиті (Quatre mouches de velours gris) Даріо Ардженто — Джанні Аррозіо
- 1971 : Без видимих причин (Sans mobile apparent) Філіпа Лабро — Перрі Руперт-Фут
- 1971 : Секс-шоп (Sex-shop) Клода Беррі — Люсьєн, дантист
- 1972 : Хлопчик-мізинчик (Le Petit Poucet) Мішеля Буарона — людожер
- 1973 : Як досягти успіху, коли ти дурний плаксій (Comment réussir quand on est con et pleurnichard) Мішеля Одіара — Жерар
- 1973 : Валіза (La Valise) Жоржа Лотнера — майор Блош
- 1973 : Справа божевільного начальника (L'Affaire Crazy Capo) Патріка Жамена — комісар Мартен
- 1973 : Шарлі і дві його дівчинки (Charlie et ses deux nénettes) Жоеля Серья — Тоні
- 1974 : Скажи мені, що ти мене любиш (Dis-moi que tu m'aimes) Мішеля Буарона — Рішар ле Руає
- 1974 : Ти божевільний, Марселю (T'es fou Marcel…) (короткометражний фільм) Жана Рошфора — зіграв самого себе
- 1974 : Саван не має кишень (Un linceul n'a pas de poches) Жана-П'єра Мокі -Карліль
- 1974 : Нехай розпочнеться свято (Que la fête commence) Бертрана Таверньє — маркіз де Понкаллек
- 1975 : Дюпон Лажуа (Dupont Lajoie) Іва Буассе — Лео Тартафйонне
- 1975 : Облава (La Traque) Сержа Лероя — Альбер Данвіль
- 1975 : Галети з Пон-Авану (Les Galettes de Pont-Aven) Жоеля Серья — пан Анрі Серін, продавець парасоль
- 1976 : Знайомство за шлюбним оголошенням (Cours après moi que je t'attrape) Робера Пуре — Поль
- 1976 : Ми побачимо все (On aura tout vu) Жоржа Лотнера — Морлок
- 1976 : Calmos Бертрана Бліє — Поль Дюфур
- 1976 : Штурмові групи (фр. Le Bataillon en folie, нім. Sturmtruppen) Сальваторе Сампері
- 1976 : Як місяць (Comme la lune) Жоеля Серья — Пупляр
- 1977 : Цей незручний момент (Мить безумства) (Un moment d'égarement) Клода Беррі — П'єр
- 1977 : То більше, то менше (Plus ça va, moins ça va) Мішеля Віані — інспектор Піньйон
- 1977 : Обвинувач (L'Imprécateur) Жан-Луї Бертучеллі — Рустев
- 1977 : Зіпсуті діти (Des enfants gâtés) Бертрана Таверньє (тут він лише виконав пісню з Жаном Рошфором)
- 1979 : Обман (L'Entourloupe) Жерара Піре — Кастеляр
- 1979 : Балакай, скільки влізе (Cause toujours…tu m'intéresses) Едуард Молінаро — Франсуа Перен
- 1980 : Чи хочете ви дитину, Нобелю? (Voulez-vous un bébé Nobel?) Робера Пуре — Віктор Делакруа
- 1981 : Асфальт (Asphalte) Дені Амара — Альбер Пурра
- 1981 : Бездоганна репутація (Coup de torchon) Бертрана Таверньє — Перон і його брат
- 1981 : Нафта! Нафта!  (Pétrole ! Pétrole !) Крістіана Жіона — Жан-Марі Тардель
- 1982 : Нескромність (L'Indiscrétion) П'єра Ларі — Даніель
- 1982 : Ніколи до шлюбу (Jamais avant le mariage) Даніеля Секкальді — Патрік ле Кермадек на прізвисько Шуан
- 1983 : Верх благополуччя (Signes extérieurs de richesse) Жака Моне — Жером Був'є
- 1984 : Партнери (Partenaires) Клода д'Анна — Ґабріель Ґальєн
- 1984 : Таємна любов (L'Amour en douce) Едуард Молінаро — Антуан Ґарньє
- 1985 : Пограбування (Hold-up) Александра Аркаді — Сімон Лабросс
- 1985 : Вечірній одяг (Tenue de soirée) Бертрана Бліє — багатий сумний чоловік
- 1986 : Місяці квітні смертельні (Les mois d'avril sont meurtriers) Лорана Ейнемана — Фред
- 1987 : Два крокодили (Les Deux Crocodiles) Жоеля Серья — Рене Бутанкар
- 1988 : Декілька днів зі мною (Quelques jours avec moi) Клода Соте — Рауль Фонфран
- 1990 : Уран (Uranus) Клода Беррі — Аршамбо
- 1991 : Усі ранки світу (Tous les matins du monde) Алена Корно — Месьє де Сент-Коломб
- 1992 : Макс і Жеремі (Max et Jérémie) Клер Девер — Альмейда
- 1993 : Один, два, три, сонце (Un, deux, trois, soleil) Бертрана Бліє — самотній чоловік
- 1993 : Парфуми Івонн (Le Parfum d'Yvonne) Патріса Леконта — Рене Мент
- 1994 : Усмішка (Le Sourire) Клода Міллера — П'єр-Франсуа Ле Кланш
- 1995 : Концтабір в Міллі (Les Milles (le train de la liberté)) Себастьєна Ґраля — майор Перрошон
- 1996 : Велике турне (Les Grands Ducs) Патріса Леконта — Жорж Кокс
- 1996 : Учень (L'Élève) Олів'є Шацьких — Арман Морен
- 1999 : Одна на всіх (Une pour toutes) Клода Лелюша — комісар Беяр
- 2000 : Актори (Les Acteurs) Бертрана Бліє — зіграв самого себе
- 2002 : Маленька Лілі (La Petite Lili) Клода Міллера — Сімон Марсо
- 2003 : Завтра переїжджаємо (Demain on déménage) Шанталь Акерман — Самюель Попенік
- 2004 : Повернення Джеймса (Atomik Circus, le retour de James Bataille) Дідьє Пуаро, Тьєррі Пуаро — Боско
- 2005 : Сірі душі (Les Âmes grises) Іва Анжело — П'єр-Анж Дестіна
- 2006 : Код да Вінчі (Da Vinci Code) Рона Говарда — Жак Соньєр
- 2006 : Великий Молнес (Le Grand Meaulnes) Жан-Даніеля Верега — Месьє де Ґале
- 2007 : Потанцюймо! (Faut que ça danse !) Ноемі Львовськи — Саломон Беллінські
- 2007 : Таємниця Антуана Ватто (Те, що побачили очі) (Ce que mes yeux ont vu) Лорана де Бартіля — Жан Дюссар
- 2007 : Рататуй (Ratatouille) Бреда Берда — Оґюст Ґусто (голос)
- 2009 : Рондо (Rondo) Олів'є ван Малдерхема
- 2009 : Безліч махінацій (Micmacs à tire-larigot) Жана-П'єра Жене — Плакар
- 2010 : Весільний торт (Pièce montée) Дені Ґраньє-Дефера — Віктор
- 2012 : Команда мрії (Les Seigneurs) Олів'є Даана
- 2014 : Ані хвилини спокою (Une heure de tranquillité) Патріс Леконта